# 議員報酬
議員報酬（ぎいんほうしゅう）は、日本の地方議会などの議員に対して支払われる報酬をいう。実質的に議員に対する給与である。なお、国会議員に支払われる給与は歳費と呼ばれる。

## 概要
地方議員に対しては、地方自治法第203条に基づき、議員報酬及び期末手当が支給される。支給額や支給方法は、地方自治体毎に条例で定められる。通常、自治体ごとに審議会が設けられており、必要に応じて見直しが図られている。議員によっては、一部事務組合・広域連合の議会議員や自治体に設置される審議会委員等を務めるケースもあるため、別途報酬を受け取っているケースもある。一般職地方公務員などと同様に通常（条例で定めた場合）は期末手当が支給されるが、近年の財政難等を理由に削減されている自治体もある。
議員報酬は、自治体ごとに異なるため、市町村合併の際に報酬統一について問題になるケースもある。通常は議員活動の状況に関わらず一律支給される自治体が多く、日当制をとる自治体は少ない。
また議会に出席できない状態が長期間続いた場合は支給しなかったり、刑事被告人として勾留中は公訴棄却か無罪となるまで支給を停止する自治体もある。

## 日本の議員報酬額等の例
東京都議会議員の場合
（2007年度・月額）
- 議長 129万2000円
- 副議長 116万5000円
- 委員長 107万6000円
- 副委員長 105万7000円
- 議員 103万7000円

東京都北区の場合
（2007年度・月額）
- 議長 92万2300円
- 副議長 79万1700円
- 委員長 65万8100円
- 副委員長 63万1200円
- 議員 61万4200円

東京都あきる野市の場合
（2007年度・月額）
- 議長 51万円
- 副議長 45万6000円
- 常任委員長 44万1000円
- 議会運営委員長 44万1000円
- 議員 43万3000円

東京都青ヶ島村（伊豆諸島南部）の場合
（2007年度・月額）
- 議長 14万円
- 副議長 11万5000円
- 議員 10万円

福島県矢祭町の場合
2008年3月31日以降の議会（定数10人）から従来の月額20万8000円を廃止し、議会等に1回出席するごとに3万円の日当制としたが、町の財政が安定してきたことなどから月額20万8000円に戻した。
愛知県名古屋市の場合
- 議長 月額122万5000円 期末手当年間410万3750円 政務調査費月50万円 年間の総計2480万3750円
- 副議長 月額107万8000円 期末手当年間361万1130円 政務調査費月50万円 年間の総計2254万7300円
- 議員 月額99万0000円 期末手当年間331万6500円 政務調査費月50万円 年間の総計2119万6500円（平成22年11月から月20万円減額）

## 議員報酬の比較
議員報酬は自治体により極端に差がある。日本の地方議員の議会活動は非常勤であるが、都市部では常勤で働いている者の給与と同程度の報酬額が支払われる自治体が多い。
都道府県議会や、政令指定都市の市議会などにおいて高額の報酬が支給されていることに対して批判がある。河村たかし名古屋市長は、議員報酬の削減を掲げて名古屋市議会と対立している。名古屋市の議員報酬年額1,713万円に対して、人口数の近いアメリカのシカゴ市では850万円、ヒューストン市では442万円、フィラデルフィア市では800万円、フランスのパリ市では、600万円であり、大きく開きがあることを問題視している。
ただ、日本の地方議会議員報酬が比較的高額であることは、「公職選挙法」や「政治資金規正法」に基づき、地方議員は個人や企業からの献金が厳しく規制され活動費が少ないことも影響しており、行政コストを押し上げる結果とはなるが、逆に他国(特に欧州、米国)の様に議員がお金で買収されることを防ぐ事には一定の歯止めとなっている。
一方で、町村部の議員報酬は極めて低額（全国平均で月額約21万円、年額換算で252万円）であり政務活動費が支給されないことも多く、立候補者の多くは年金世代の高齢者や自営業などの本業を持つ者で占められ、「なり手不足」「高齢化」が深刻化している。